# Гандикап (спорт)
Гандикап (англ. Handicap) — у багатоетапних спортивних змаганнях система підрахунку результату, що дозволяє зрівнювати шанси майстрів і гравців-початківців. Гандикап у любительських змаганнях, як правило, надають жінкам і дітям.
Поняття гандикапу з'явилось під час кінних змагань, щоб порівняти шанси різних по силі коней, (наприклад, різного віку) фаворитів навантажували додатковою вагою «гандикапом». Згодом французький король Луї XVI використовував гандикап, щоб дати вітчизняним коням перевагу перед іноземними — він видав закон, що всі «іноземні» коні повинні бути обтяжені додатковою вагою.
Гандикап застосовується у тих видах спорту, де змагання проводиться у кілька етапів і кінцева перемога визначається якимось одним сумарним показником (зазвичай — часом, як в бігу або багатоетапних перегонах, в інших випадках — кількістю очок, як у боулінгу).
Сенс використання гандикапу полягає в тому, щоб на останньому етапі надати кожному учаснику перевагу, що відповідає його результатам на попередніх етапах (тобто штучно створити ситуацію, яка виникла б, якби всі етапи проводилися послідовно, без перерв). Це дозволяє визначати абсолютного переможця змагання за підсумками останнього етапу безпосередньо, без додаткового підрахунку очок або різниці часів по етапах.